# Anabacerthia variegaticeps
Anabacerthia variegaticeps е вид птица от семейство Furnariidae.

## Разпространение
Видът е разпространен в Белиз, Колумбия, Коста Рика, Еквадор, Салвадор, Гватемала, Хондурас, Мексико и Панама.